# Obusier 122 mm M1938
Pour les articles homonymes, voir M30.

L'obusier 122 mm M1938 (M-30) est un obusier soviétique de la Seconde Guerre mondiale et de la guerre froide. Fabriqué en série de 1939 à 1955, il a été jusqu'à aujourd'hui utilisé dans de nombreuses guerres importantes et autres conflits militaires de la moitié à la fin du XXe siècle. Il a été le premier canon fabriqué en série pour être monté sur le canon automoteur SU-122 durant la Seconde Guerre mondiale. Selon certains experts en artillerie, le M30 fait partie des meilleurs canons soviétiques du milieu du XXe siècle. L'équipement de l'artillerie de l'Armée rouge avec les canons M30 a joué un rôle majeur dans la défaite du Troisième Reich[réf. nécessaire].

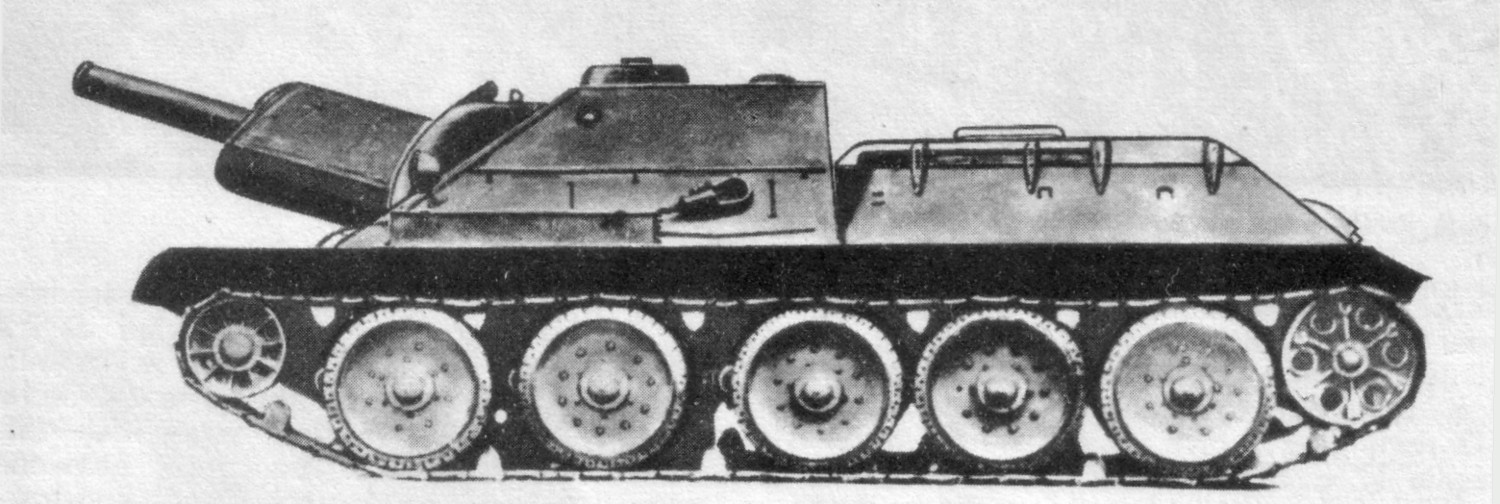
Canon automoteur SU-122 équipé de l'obusier 122 mm M1938.

## Caractéristiques
- Pays : URSS
- Portée : 12 000 m
- Poids de l'obus : 22 kg
- Vitesse : 515 m/s

## Production
Un des sites de production est l'usine Ouralmach de Iekaterinbourg.
| Production du M-30 |      |      |      |      |      |      |      |      |        |
| Année              | 1940 | 1941 | 1942 | 1943 | 1944 | 1945 | 1946 | 1947 | Total  |
| Production         | 639  | 2762 | 4240 | 3770 | 3485 | 2630 | 210  | 200  | 19 266 |
| Année              | 1948 | 1949 | 1950 | 1951 | 1952 | 1953 | 1954 | 1955 | 19 266 |
| Production         | 200  | 250  | —    | 300  | 100  | 100  | 280  | 100  | 19 266 |

## Utilisation

### Pendant la Seconde Guerre mondiale
Les Allemands ont vu de nombreux obusiers M30 tomber entre leurs mains après les premières victoires de l'opération Barbarossa. Ils ont tôt fait de le retourner contre les Soviétiques, les rebaptisant simplement pour le service « 12.2-cm schwere Feldhaubitze 396 (r) », le « (r) » indiquant l'origine russe du canon. Les stocks sont tels que des usines d'armement allemandes sont employées pour fabriquer des munitions spécialement destinées aux batteries équipées de ce canon, le calibre 122 mm n'étant pas un standard dans l'armée allemande. De plus, au moins un exemplaire d'une conversion de la chenillette française Lorraine 37L intégrant ce canon a vu le jour, la « 12.2-cm schwere Feldhaubitze 396 (r) auf Geschützwagen Lorraine Schlepper (f) » voit ainsi le jour. Le véhicule a pris part aux combats durant l'été 1944 en France, monté sur un train blindé.

### Autres usages
[Quand ?]
- Union soviétique — 3750 M-30

- Algérie — 60 M-30
- Afghanistan — quelques-uns
- Bangladesh — 20 Type 54
- Bolivie — 36 M-30
- Cambodge — quelques-uns
- Chine :
  - Armée populaire de libération — quelques Type 54
  - Infanterie de Marine de Chine — 28 M-30
- République démocratique du Congo — quelques-uns
- Corée du Nord — quelques-uns
- Croatie — 43 M-30
- Cuba — quelques-uns
- Égypte — 300 M-30
- Éthiopie — près de 400 M-30
- Guinée-Bissau — 18 M-30
- Iran — 100 Type 54
- Kirghizistan — 35 M-30
- Laos — quelques-uns
- Liban — 32 M-30
- Macédoine — 108 M-30
- Moldavie — 17 M-30
- Mongolie — quelques-uns
- Pakistan — 490 Type 54
- Pologne — 227 M-30
- Roumanie — 41 M-30
- Tanzanie — 80 Type 54
- Ukraine — 3 M-30
- Vietnam — quelques-uns
- Yémen — 40 M-30 — quelques-uns [2]

## Galerie

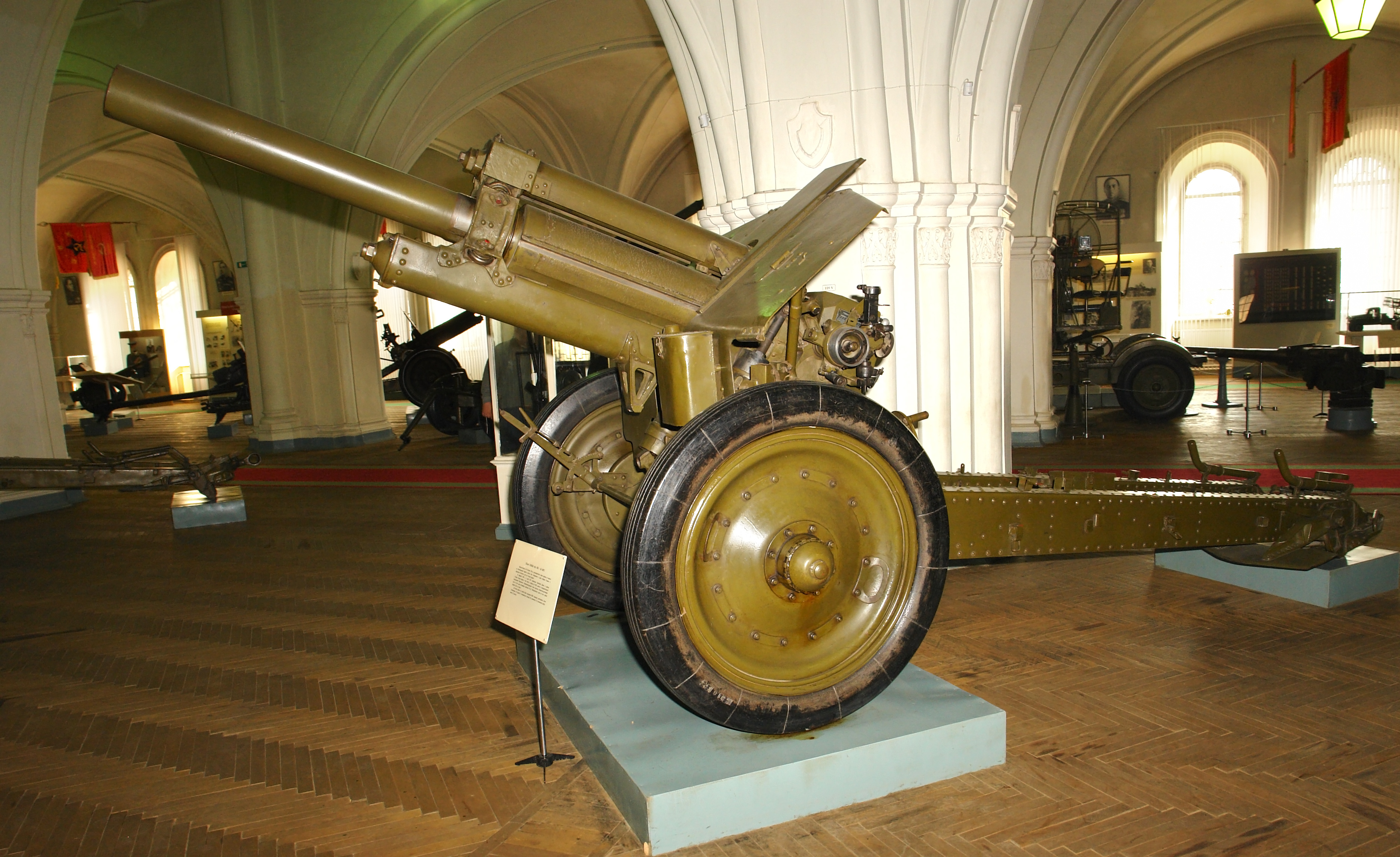
Plan large
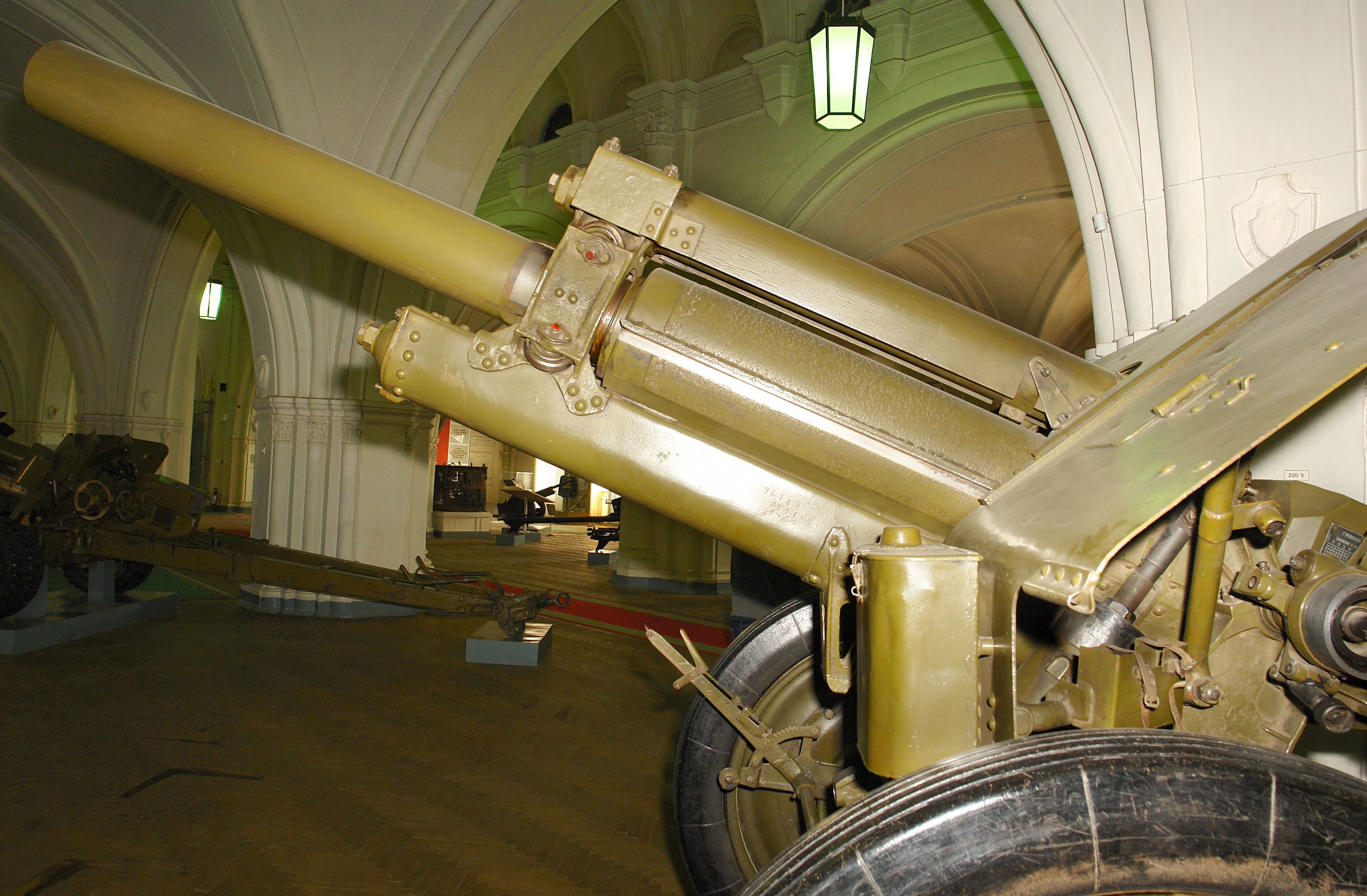
Gros plan
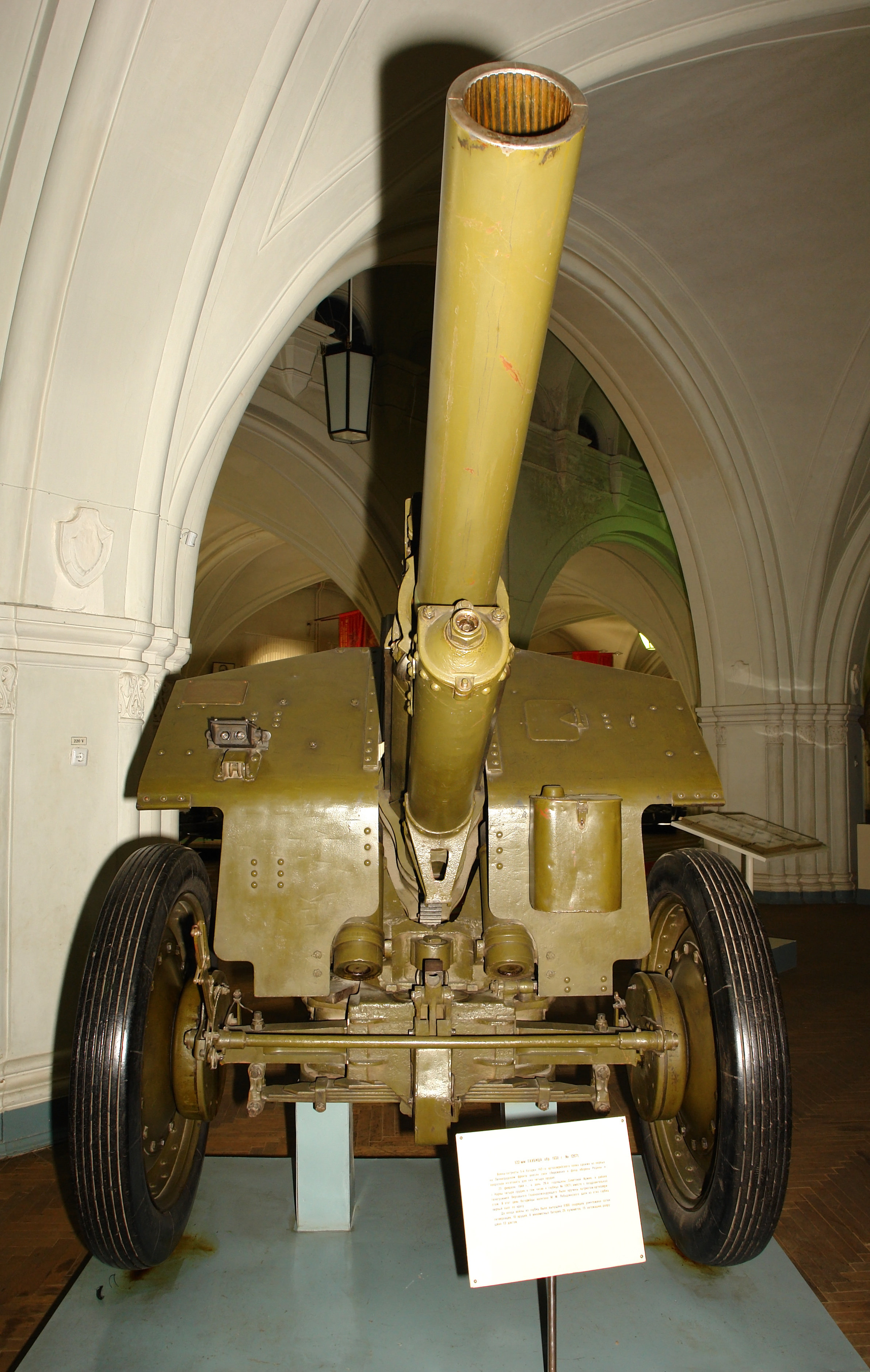
Vue de face
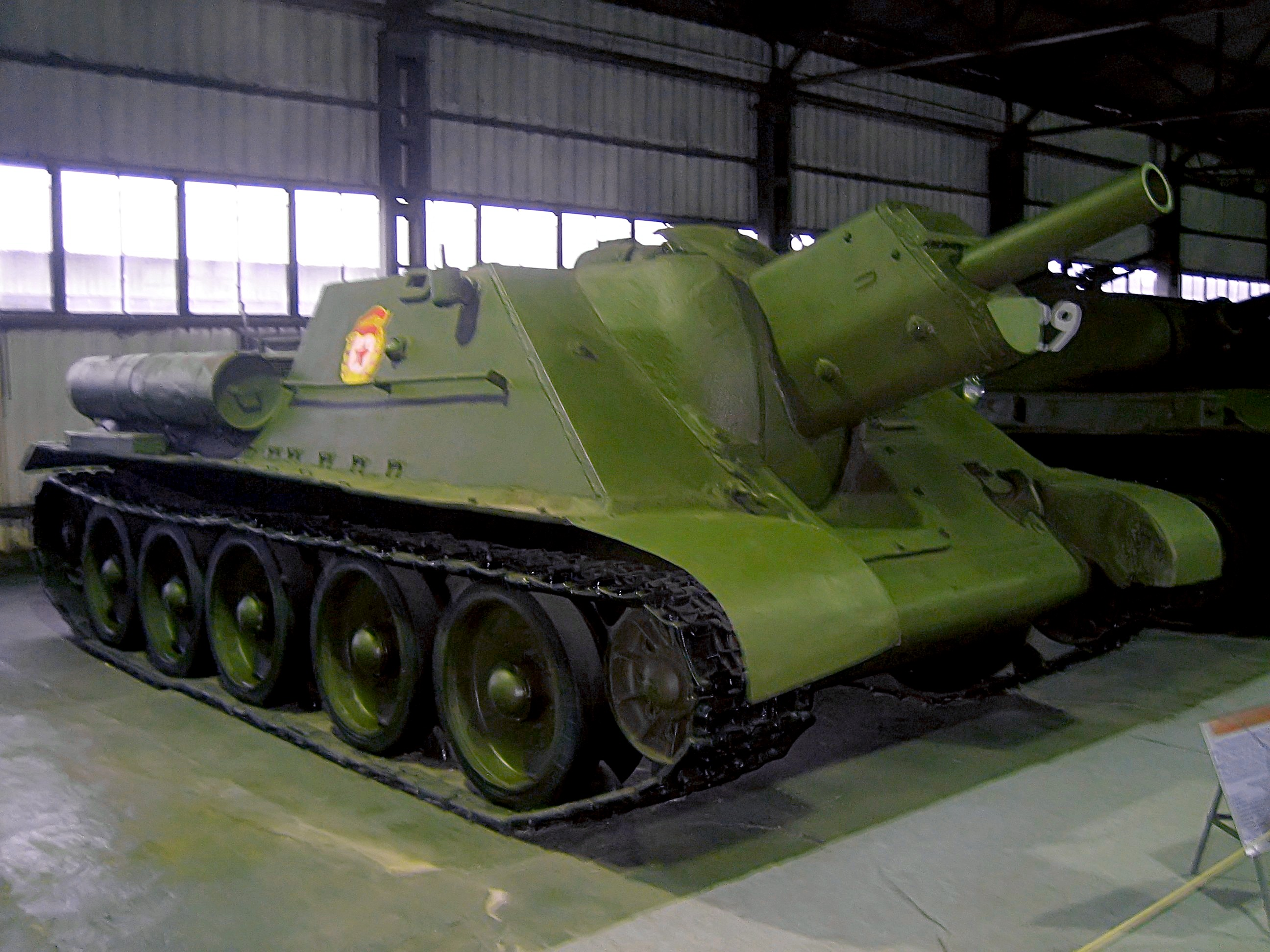
Intégration au canon automoteur SU-122

## Annexe